# Abdemelec
Abdemelec (traducido también como Ebed-Melec) es un personaje bíblico del Antiguo Testamento. Su nombre significa siervo de Melec, aunque no se sabe con certeza el significado de Melec, que puede tratarse tanto de una deidad como de un rey. Sin embargo, para la época del rey Sedecías (598 a. C.) esta categoría de oficial mercenario del palacio real (posiblemente instituida por el rey David) había llegado a ser un nombre propio del funcionario que lo desempeñaba.
En el relato bíblico, se trata de un funcionario etíope, siervo del rey Sedecías que salvó astutamente a Jeremías de la muerte, lo que el profeta le agradeció con la promesa de ser protegido por Dios al momento de producirse la destrucción de Jerusalén (Jer 39,15-18) a manos de Nabucodonosor II. Todo el relato aparece en el Libro de Jeremías.